# دنغ
الدَّنْغ أو الذئب الأسترالي أو الدِّنكُو أو الدِّنْغُو (بالإنجليزية: Dingo)‏ حيوان ثديي من عائلة الكلبيات ورتبة اللواحم يقطن البيئات شبه الصحراوية في أستراليا التي ربما يكون قد وصلها مع السكان الأصليين عندما جاؤوها أول مرة.
يتميز بكبر حجمه وبلونه الأصفر الذي يبدو متناسقاً بعض الشيء وأحياناً ضارباً إلى الأحمر أو البيج. معطفه شائك ووبره قصير أما ذيله فمرتفع نسبياً ومنحنياً من طرفه. يبلغ طول رأسه وجسمه حوالي 110 سم أما ذيله فيبلغ طوله 40 سم ويزن نحو 35 كلغ. وهو يحيا منعزلاً أو ضمن أزواجٍ وأحياناً يشكل جماعات كبيرة لا سيما عند مطاردة حيوان كبير الحجم كالكنغر إذ أن ذلك يتطلب مجهوداً وقوةً ويعتبر الأرنب الغذاء الرئيسي له وتأتي الحيوانات الجرابية بالدرجة الثانية بعد الأرنب.
تلد أنثاه من 5 إلى 7 جراء في أوائل الربيع وعادةً ما تدوم فترة الحمل شهرين وهي تلد مرةً واحدة في السنة فقط ويقوم الأبوان برعاية الجراء الصغيرة حتى تصبح قادرة على الاستقلال هذا الحيوان مهدد بالانقراض في كثير من مناطق تواجده الأصلية بسبب مطاردة الإنسان له.
وتشير الأدلة إلى أن كلاب الدنغ الأسترالية جاءت في الأصل من شرق آسيا وأنها تكاثرت بينما كانت تعيش في عزلة إلى أن أخذت بالتراجع مع مجيء المستوطنين الأوروبيين عام 1788.